# قصبه ده‌گوالیونگ

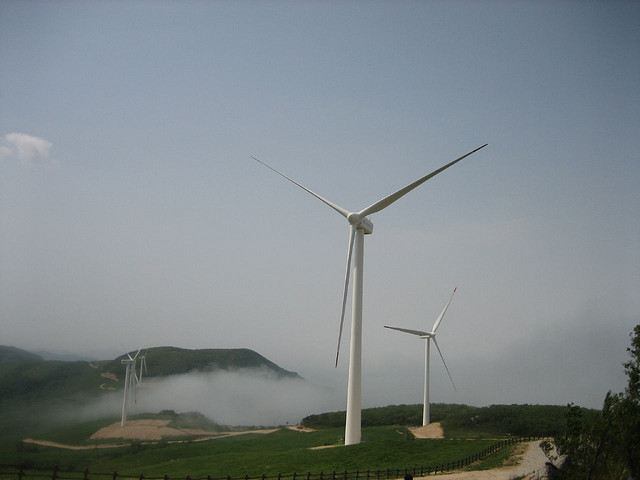
نمایی از آسیاب‌های بادی «قصبه ده‌گوالّیونگ»

قصبه ده‌گوالّیونگ (به کره‌ای: 대관령면) یک قصبه در شمال‌شرق کره جنوبی (شرق شبه‌جزیره کره) است که در تابعیت شهرستان پیونگ‌چانگ، استان گانگوون قرار دارد.
قصبهٔ ده‌گوالّیونگ ۲۲۱٫۶۳ کیلومتر مربع مساحت و ۵٬۸۲۷ نفر جمعیت دارد و ۷۵۰ متر بالاتر از سطح دریا واقع شده‌است.

این قصبه، یکی از مناطق مهم در میزبانی المپیک زمستانی ۲۰۱۸ و پارالمپیک زمستانی ۲۰۱۸ بود.  این دوره از المپیک زمستانی رسما تحت نامِ میزبانیِ «شهرستان پیونگ‌چانگ» به وقوع پیوست؛ و البته، استادیوم اصلی المپیک، و محل برگزاری مراسم افتتاحیه و اختتامیهٔ این دوره از المپیک، در قصبهٔ ده‌گوالّیونگ برگزار شد.
این قصبه همین‌طور یکی از مهم‌ترین جاذبه‌های گردشگری ورزش‌های زمستانی در کره جنوبی می‌باشد.

## تاریخ
در زمان پادشاهی چوسان، این قصبه، با نام دوئام [도암면]، در تابعیت شهرستان گانگ‌نونگ قرار داشته.
در اکتبر سال ۱۹۰۶، قصبهٔ «دوئام» از شهرستان گانگ‌نونگ جدا شده و  ضمیمهٔ‌ این شهرستان جونگ‌سون شد.
در آوریل سال ۱۹۳۱، قصبهٔ «دوئام» از شهرستان جونگ‌سون جدا شده و به شهرستان پیونگ‌چانگ ضمیمه شد.
در ژوئیه سال ۱۹۷۳، روستای «بونگسان» از «قصبهٔ دوئام» به «قصبهٔ جینبو» منتقل شد.
در ژانویه سال ۱۹۸۹ میلادی، روستای «هومیونگ» از «قصبهٔ دوئام» به «قصبهٔ جینبو» انتقال یافت.
در سپتامبر سال ۲۰۰۷ میلادی، «قصبهٔ دوئام» به «ده‌گوالّیونگ» (که نام گردنهٔ‌ کوهستانی متصل کننده به ساحل شرقی کره و شهر گانگ‌نونگ است) تغییر نام داد.
در فوریه سال ۲۰۱۸، از ۸ام الی ۲۵ام آن ماه، شهرستان پیونگ‌چانگ میزبان المپیک زمستانی ۲۰۱۸ بود، و بسیاری از اماکن و تسهیلات مرتبط با این المپیک در این قصبه قرار داشت. استادیوم اصلی المپیک، و محل برگزاری مراسم افتتاحیه و اختتامیهٔ این دوره از المپیک،در این قصبه قرار داشتند.
در مارس سال ۲۰۱۸، از ۹ام الی ۱۸ام آن ماه، شهرستان پیونگ‌چانگ میزبان پارالمپیک زمستانی ۲۰۱۸ بود، و بسیاری از اماکن و تسهیلات مرتبط با این المپیک در این قصبه قرار داشت. استادیوم اصلی المپیک، و محل برگزاری مراسم افتتاحیه و اختتامیهٔ این دوره از المپیک،در این قصبه قرار داشتند.

## تقسیمات اداری
قصبه ده‌گوالّیونگ به ۶ روستای تابعه تقسیم شده است. روستای «هوئنگ‌گیه» در واقع تشکیل‌دهندهٔ منطقهٔ‌ شهری و جمعیتی اصلی این قصبه می‌باشد. حدود سه چهارم از جمعیت این قصبه، در هوالی این روستا زندگی می‌کنند.
| - بیونگنه (병내리، Byeongnae-ri) - چاهانگ (차항리، Chahang-ri) - سوها (수하리، Suha-ri) | - هوئنگ‌گیه (횡계리، Hoenggye-ri) - یوچون (유천리، Yucheon-ri) - یونگسان (용산리، Yongsan-ri) |